# Adonisea reniformis
Adonisea reniformis är en fjärilsart som beskrevs av Smith 1900. Adonisea reniformis ingår i släktet Adonisea och familjen nattflyn. Inga underarter finns listade i Catalogue of Life.